# Twisted Metal: Head-On
Twisted Metal: Head-On (рус. Скрежет металла: Лобовое столкновение) — видеоигра серии Twisted Metal в жанре гонок на выживание, разработанная студией Incognito Entertainment для платформы PlayStation Portable в 2005 году. В 2008 году для PlayStation 2 вышла портированная версия игры с эксклюзивными материалами, ранее нигде не демонстрировавшимися — Twisted Metal: Head-On Extra Twisted Edition; разработкой этой версии занималась студия Eat Sleep Play.

## Сюжет
В плане сюжета игра не продвинулась в истории серии. Каллипсо устраивает очередной турнир «Скрежет металла», где сходятся самые отчаянные водители со всей Земли, чтобы получить главный приз — исполнение собственного желания.
Данная часть насчитывает самое большое количество вариаций персонажа Sweet Tooth, а именно: Sweet Tooth, Dark Tooth, Tower Tooth и Gold Tooth.

## Twisted Metal: Head-On Extra Twisted Edition
Twisted Metal: Head-On Extra Twisted Edition — портированная версия игры на PlayStation 2. Разработана студией Eat Sleep Play. Игра вышла в 2008 году. Уникальностью этой версии являются уникальные материалы, нигде ранее не показанные, договаривающие историю Twisted Metal. В ней появились четыре арены, вырезанные из Twisted Metal: Black. Также доступны несколько режимов игры. «Extra Twisted Edition» состоит из трёх частей:
- Twisted Metal: Head-On — сам порт игры с PSP на PlayStation 2. Как обычно, включает несколько режимов игры и опции.
- Twisted Metal Lost — то, что осталось от продолжения Twisted Metal: Black. В данной игре есть все персонажи из Twisted Metal: Black, а также имеются те, которые не вошли. В данной игре всего четыре арены, которые не вошли в обычную Twisted Metal: Black, но должны были появиться в её продолжении.
- Extra — особые видеоматериалы, которые были добавлены в игру. Среди них: «затерянные» видеоконцовки из первой Twisted Metal; небольшая приключенческая игра «Sweet Tour», которая освещает момент, как Нидлз бежал из психушки; «Twisted Metal: the Dark past» — видеоинтервью с разработчиками, в котором рассказывается история появления серии Twisted Metal.

## Оценки и мнения
| Сводный рейтинг    | Сводный рейтинг | Сводный рейтинг |
| Издание            | Оценка          | Оценка          |
| Издание            | PS2             | PSP             |
| ------------------ | --------------- | --------------- |
| GameRankings       | 73,16 %         | 78,84 %         |
| Game Ratio         | 74 %            | 80 %            |
| Metacritic         | 73/100          | 79/100          |
| MobyRank           | 74/100          | 77/100          |
| Иноязычные издания |                 |                 |
| Издание            | Оценка          | Оценка          |
| Издание            | PS2             | PSP             |
| Edge               | N/A             | 6/10            |
| EGM                | N/A             | 6,67/10         |
| Game Informer      | 7,25/10         | 8,75/10         |
| GameSpy            | [ 14 ]          | [ 15 ]          |

Twisted Metal: Head-On получила в основном позитивные оценки от журналистов. На сайтах GameRankings и Metacritic средний рейтинг составляет 78,84 % и 79 баллов из 100 возможных соответственно.
Twisted Metal: Head-On Extra Twisted Edition также получила в целом положительные отзывы, однако оценки были немного ниже, чем у оригинала. На GameRankings и Metacritic средний рейтинг составляет 73,16 % и 73 балла из 100 возможных соответственно.